# Forelius macrops
Forelius macrops é uma espécie de formiga do gênero Forelius.